# 柳博芙·舒托娃
柳博芙·安德烈耶夫娜·舒托娃（俄語：Любовь Андреевна Шутова，1983年6月25日—），俄罗斯女子击剑运动员，2014年世界锦标赛女子重剑团体金牌得主、2016年夏季奥运会女子重剑团体铜牌得主、2019年世界锦标赛女子重剑团体银牌得主。